# Monumento a Alessandro Rossi

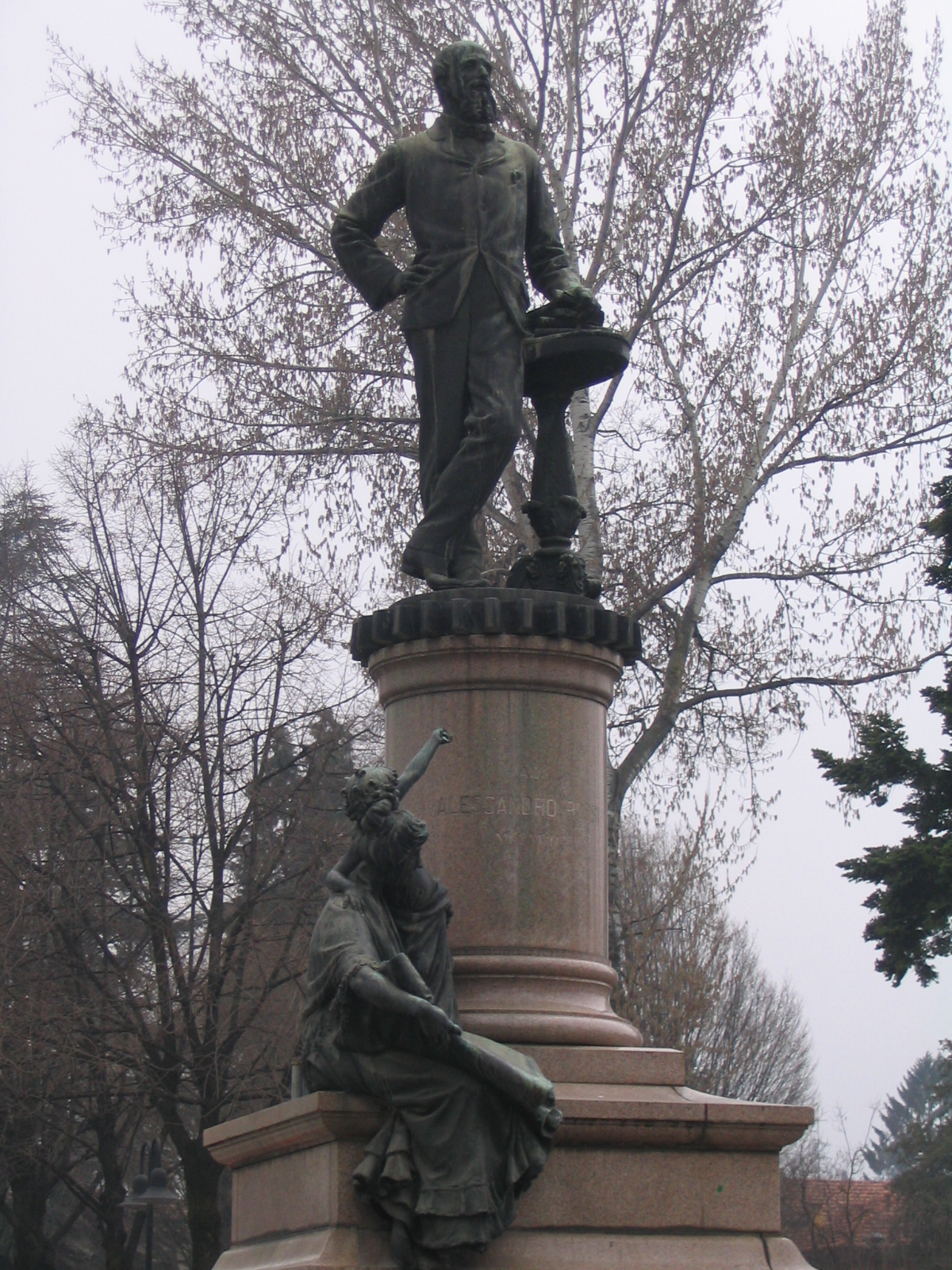
Monumento a Alessandro Rossi

El monumento a Alessandro Rossi es una escultura de Schio (Vicenza) de 1902 del artista Giulio Monteverde. La estatua fue realizada por iniciativa de un comité de ciudadanos creado para dedicar un monumento al empresario Alessandro Rossi. Eligieron el escultor Giulio Monteverde, que ya había realizado, justamente en Schio y por encargo del mismo Rossi, el famoso monumento “al Tessitore”(al tejedor). 
Normalmente los habitantes de Schio llaman esta estatua simplemente "il monumento".

## Descripción
La estatua de bronce representa a Alessandro Rossi de pie sobre una rueda dentada; su mano izquierda está sobre algunos libros que están sobre una mesilla a su lado. Rossi mira hacia el centro de la ciudad. Además hay un niño que es sostenido en su regazo por su madre y que da al senador una flor. Este grupo de bronce es posicionado sobre el último peldaño del zócalo cuadrangular de piedra que sustenta la escultura que representa a Rossi.
La madre probablemente representa a la ciudad de Schio, que quiere proponer a las generaciones futuras (el niño) las lecciones y la cultura de Rossi.

## Historia
La estatua, como se ha mencionado anteriormente, nació para celebrar a Alessandro Rossi, luego de su muerte en 1898. El comité, después de largas discusiones y propuestas alternativas, identificó como el lugar más adecuado para la ubicación del monumento el ancho cruce que separa el centro histórico de Schio del barrio de los trabajadores (construido por Rossi), frente a la iglesia de Sant'Antonio Abate, donde aun se encuentra hoy. Fue inaugurada el 12/10/1902. En 2018 fue objeto de un proyecto de restauración y limpieza.